# Justin Page
Justin Kenneth Page Salazar (California, Estados Unidos, 5 de junio de 1986), más conocido como Justin Page, es un actor chileno de cine, teatro y televisión. 

## Biografía
En televisión participó en programas juveniles como Estación buena onda, Tremendo Choque —en el cual se hizo conocido en la televisión— y Música Libre de Canal 13. Posteriormente vuelve a la televisión con la serie BKN de la cadena televisiva Mega, y es reconocido por su papel de Máximo "Max" Valdés. Paralelamente participó en la teleserie Fortunato (2007). 
En cine ha participado en el film chileno El limpiapiscinas (2011) dirigido por José Luis Guridi.
Justin practica su deporte favorito, el snowboard, y es padre de una pequeña niña llamada Sofía Page.

## Filmografía

### Películas
| Año  | Película          | Personaje  | Notas            |
| ---- | ----------------- | ---------- | ---------------- |
| 2011 | El limpiapiscinas | Felipe Rau | José Luis Guridi |

### Telenovelas y series
| Año       | Título        | Personaje           | Notas                                 |
| --------- | ------------- | ------------------- | ------------------------------------- |
| 2004-2008 | Bakán         | Máximo "Max" Valdés | Protagonista Serie juvenil de Mega    |
| 2007-2008 | Índigo        | Diego               | Protagonista Serie juvenil de Mega    |
| 2008      | Fortunato     | Juan Luis Uriarte   | Papel Secundario Telenovela de Mega   |
| 2009-2010 | Otra vez papá | Benjamín Campino    | Antagónista Serie juvenil de Mega     |
| 2010      | La Colonia    | Amigo de Juana      | Participación especial, Serie de Mega |

### Programas de televisión
| Año  | Título              | Rol         | Canal       |
| ---- | ------------------- | ----------- | ----------- |
| 2000 | Estación Buena Onda | Conductor   | TVN         |
| 2002 | Música Libre        | Bailarín    | Canal 13    |
| 2002 | Tremendo Choque     | Concursante | Chilevisión |
| 2012 | Calle 7             | Concursante | TVN         |